# 森隆弘
森 隆弘（もり たかひろ、1980年3月2日 - ）は、日本の競泳選手。アテネオリンピック競泳日本代表。
水泳YouTube開設【森隆弘塾】

## 経歴
- 1980年3月2日、大分県に生を受ける。
- 1980年7月、生後4か月で大分金子スイミングスクールで水泳を始める。
- 1986年4月、大分市立日岡小学校入学。
- 1992年4月、大分市立原川中学校入学。
- 1995年4月、日本大学豊山高等学校入学。
- 1998年4月、日本大学文理学部体育学科入学。
- 2002年4月、ミキハウス入社。
- 2004年8月、アテネオリンピックの男子200m個人メドレーに出場して6位入賞[1]。
- 2005年3月、ミキハウス退社。
- 2005年4月、日大豊山高校非常勤講師に就任。
- 2006年2月2日、競技への熱意が再燃したため、現役復帰を宣言。
- 2006年4月、西日本スポーツアカデミー入社。
- 2008年5月、現役を引退し、慶應義塾大学水泳部コーチに就任。
- 2008年11月27日、日本水泳連盟に正式に引退届けを提出。
- 2010年、独立。

## 主な成績
- 2002年8月、横浜パンパシフィック水泳選手権200m個人メドレー2分00秒61で2位、400m個人メドレー4分16秒53で3位。
- 2002年10月、釜山アジア大会200m個人メドレー2分00秒53で1位、400m個人メドレー4分16秒63で2位。
- 2003年7月、バルセロナ世界水泳200m個人メドレー2分01秒29で6位、400m個人メドレー4分17秒54で6位。
- 2004年8月19日、アテネオリンピック200m個人メドレー2分00秒60で6位と、アジア・日本人で初めて入賞した。
- 2006年10月4日、国民体育大会200m個人メドレー2分00秒24の大会新記録で優勝した[2]。
- 2007年4月、日本選手権200m個人メドレー2分01秒66で2位、400m個人メドレー4分21秒95で6位[3]。
- 2007年8月、世界競泳200m個人メドレー2分01秒95で6位、400m個人メドレー4分18秒65で3位[4]。
- 2008年4月、日本選手権200m個人メドレー2分01秒87で5位[5]、400m個人メドレーでは4分17秒34で優勝したが、派遣標準記録に0.48秒足りなかったため、北京五輪出場を逃した[6][7]。

## 自己ベスト
| 泳法         | 距離 | 水路   | 記録      | 樹立日        | 大会名       | 備考 |
| ------------ | ---- | ------ | --------- | ------------- | ------------ | ---- |
| 個人メドレー | 200m | 長水路 | 2分00秒24 | 2006年10月4日 | 国民体育大会 | 決勝 |
| 個人メドレー | 400m | 長水路 | 4分15秒29 | 2003年4月27日 | 日本選手権   | 決勝 |